# Дорога Олено Сергіївно (фільм)
«Дорога Олено Сергіївно» (рос. «Дорогая Елена Сергеевна») — радянський художній фільм-драма 1988 року, знятий режисером Ельдаром Рязановим на кіностудії «Мосфільм» за однойменною п'єсою Людмили Розумовської. Прем'єра фільму відбулася 12 квітня 1988 року.
Серед інших відомих фільмів Рязанова є першим фільмом на молодіжну тему і першим фільмом, знятим в жанрі соціальної психологічної драми. Фільм був знятий під впливом перебудови.

## Сюжет
Учні випускного 10-Б класу прийшли привітати свою вчительку з днем народження. Але, як з'ясовується, вони вирішили це зробити зовсім не по доброті душевній — вони прийшли, щоб отримати ключ від сейфу, де лежать їхні екзаменаційні роботи.

## У ролях
- Марина Нейолова — Олена Сергіївна
- Наталія Щукіна — Ляля
- Дмитро Мар'янов — Паша (озвучування Андрій Ташков)
- Федір Дунаєвський — Вітьок Шевченко
- Андрій Тихомирнов — Володя (озвучування Олег Меньшиков)
- Ельдар Рязанов — сусід